# Wielki Test
Treść tego artykułu od 2021-07 może nie być zgodna z zasadami neutralnego punktu widzenia.
 Po wyeliminowaniu niedoskonałości należy usunąć szablon [[Szablon:Dopracować|]] z tego artykułu.
Wielki Test – polskie widowisko telewizyjne przeplatające elementy kwizowe, edukacyjne, a często także artystyczne, nadawane na żywo na antenie TVP1 oraz TVP Polonia i niekiedy TVP Historia.

## Przebieg Wielkich Testów z Historii
Można wyróżnić trzy grupy uczestników programu: gości zaproszonych do studia TV przy ulicy Woronicza w Warszawie, zasadniczą grupę uczestników rozwiązujących test w jednym z polskich miast (dotychczas zawsze poza Warszawą; w auli uniwersyteckiej bądź innej sali dysponującej odpowiednią liczbą miejsc) oraz widzów przed telewizorami. W warszawskim studio telewizyjnym gromadzą się artyści, dziennikarze, sportowcy oraz politycy, którzy również odpowiadają na pytania, ale nie biorą udziału we właściwym konkursie.
Zasadniczą grupę uczestników stanowią chętni i aby wziąć udział w konkursie, muszą przyjechać do miasta, w którym organizowany jest Test, zarejestrować się i wystąpić na żywo w programie TVP. Uczestnicy muszą mieć skończone 18 lat i nie mogą posiadać stopnia naukowego w dziedzinie historii (to znaczy udziału w grze nie mogą brać doktorzy i profesorowie historii; mogą natomiast magistrzy historii, doktoranci, studenci i inni chętni). Zwycięzca otrzymuje nagrodę pieniężną w wysokości 30 000 PLN.
W studiu w Warszawie program prowadzili Piotr Kraśko i Paulina Chylewska. Uczestnikom w aulach towarzyszył natomiast Przemysław Babiarz (jedynie w 1. edycji Testu redaktorem prowadzącym program w auli był Radosław Brzózka).
Test wyboru z czterema wariantami odpowiedzi składa się z 24 pytań (4 serie po 6 pytań), opracowanych przez ekspertów w danej dziedzinie (obecnych w studio w Warszawie podczas Testu). Uczestnicy dokonują odpowiedzi za pomocą specjalnych terminali, które oprócz poprawności rejestrują także czas udzielenia odpowiedzi. Do zdobycia są 24 punkty. Gdy jednak dwóch lub więcej uczestników uzyska taką samą liczbę punktów, wyżej sklasyfikowany zostaje ten, który szybciej udzielał odpowiedzi, decyduje wówczas łączny czas udzielenia odpowiedzi.

## Edycje Wielkiego Testu z Historii

### 1. edycja (2008)
Okazją do zorganizowania 1. edycji Wielkiego Testu z Historii była 90. rocznica odzyskania przez Polskę niepodległości. Test zorganizowano w Auli Uniwersytetu Jagiellońskiego 10 listopada 2008. Temat brzmiał: „Polacy i sprawa polska: lipiec 1914 – luty 1919”. Zwycięzcą, z wynikiem 21 pkt, okazał się Witold Więcek, maturzysta z Nowego Sącza.
W Warszawie wygrał natomiast Szymon Kołecki, mistrz świata i wicemistrz olimpijski w podnoszeniu ciężarów.

### 2. edycja (marzec 2009)
Temat 2. edycji, rozegranej 30 marca 2009 w Krakowskiej Operetce, to „Karol Wojtyła – Jan Paweł II”. Z wynikiem 24 pkt zwyciężył Mariusz Solecki, doktor elektroniki z Gdańska. II miejsce zajął Dominik Legutko a III miejsce – Bartosz Szczurowski. W Warszawie wygrał szermierz, srebrny medalista igrzysk olimpijskich w Pekinie, Radosław Zawrotniak.

### 3. edycja (sierpień 2009)
3. edycję rozegrano w Audytorium Novum Politechniki Gdańskiej 31 sierpnia 2009. Okazją była 70. rocznica wybuchu II wojny światowej, a temat brzmiał „Polska i Polacy w II wojnie światowej: wrzesień 1939 – maj 1945”. Tym razem, z wynikiem 22 pkt, wygrał Kamil Bańkowski, maturzysta z Dębicy. II miejsce zajął Bogusław Mosoń, a III miejsce – Adam Rowiński. W Warszawie triumfował dziennikarz Marek Zając.

### 4. edycja (luty 2011)
Tematem 4. edycji były „Polskie zwycięstwa” – Bitwa pod Grunwaldem, Bitwa pod Kłuszynem, Bitwa Warszawska oraz Bitwa o Anglię. Test rozegrano 21 lutego 2011. W Auli Kardynała Stefana Wyszyńskiego na Katolickim Uniwersytecie Lubelskim udział wzięła rekordowa liczba uczestników – 352 osoby, a zwycięzcą z wynikiem 24 pkt został Bartosz Szczurowski, prawnik z Milanowa, doktorant UJ. II miejsce zajął Mariusz Solecki, a III miejsce – Przemysław Jarnicki. W studio w Warszawie po raz drugi wygrał redaktor Marek Zając.

### 5. edycja (grudzień 2011)
5. edycję rozegrano 12 grudnia 2011 w przeddzień 30. rocznicy wprowadzenia stanu wojennego w Centrum Kultury Katowice im. Krystyny Bochenek w Katowicach. Temat brzmiał: „Polska droga do wolności 1980–1989. Polityka, społeczeństwo, kultura”. Z wynikiem 23 pkt zwyciężył Damian Kutek, student historii z Mierzęcic koło Katowic. II miejsce zajął Mariusz Solecki, a III miejsce – Bartosz Szczurowski. W Warszawie wygrał europoseł Jacek Kurski.

### 6. edycja (2013)
6. edycję rozegrano 11 listopada 2013 roku. Tematem były „Polskie powstania”. Tym razem zrezygnowano ze „studia otwartego” i udziału uczestników–ochotników, przenosząc rywalizację do Internetu i na smartfony – w ten sposób w Teście wzięło udział prawie 500 tysięcy osób, a najlepszym, z wynikiem 23 pkt, okazał się Arkadiusz Piecyk z Kołobrzegu. W studiu w Warszawie zwyciężył natomiast duet (po raz pierwszy rywalizowano w parach) Hubert Biskupski – dziennikarz „Super Expressu” i senator Bolesław Piecha.

### 7. edycja (wrzesień 2014)
7. edycję rozegrano 1 września 2014 roku, a tematyka dotyczyła II wojny światowej (podobnie jak 3. edycji).

### 8. edycja (listopad 2014)
8. edycję rozegrano 3 listopada 2014 roku, a temat brzmiał „25 lat wolności” – pytania dotyczyły historii Polski w okresie 1989–2014.

### 9. edycja (2015)
9. edycję rozegrano 22 czerwca 2015 pod hasłem „Od niepodległości do niepodległości”, poprowadzili ją Paulina Chylewska i Maciej Orłoś.

### 10. edycja (2016)
10. edycję rozegrano 11 kwietnia 2016, a tematem był Chrzest Polski.

## Inne programy z cyklu Wielki Test
Na wzór Wielkiego Testu z Historii po 2012 roku pojawiły się analogiczne audycje z cyklu Wielki Test, poświęcone konkretnemu tematowi lub wydarzeniu.
Dotychczas wyemitowane programy z cyklu Wielki Test:
- 23 stycznia 2012 – Wielki Test Wiedzy Ekonomicznej (część 1)
- 23 kwietnia 2012 – Wielka Matura Polaków (część 1)
- 21 maja 2012 – Wielki Test Piłkarski
- 1 października 2012 – Wielki Test o Europie (część 1)
- 29 października 2012 – Wielki Test o Telewizji
- 25 lutego 2013 – Wielki Test Wiedzy Ekonomicznej (część 2)
- 6 maja 2013 – Wielka Matura Polaków (część 2)
- 27 maja 2013 – Wielki Test o Europie (część 2)
- 23 września 2013 – Wielki Test o Polskim Filmie (część 1)
- 2 grudnia 2013 roku – Wielki Test o Zdrowiu (część 1)
- 16 grudnia 2013 – Wielki Test o Żywności „Polska smakuje” (część 1)
- 3 lutego 2014 – Wielki Test Wiedzy Ekonomicznej (część 3)
- 12 maja 2014 – Wielki Test o Europie (część 3)
- 29 września 2014 – Wielki Test o Polskim Filmie (część 2)
- 8 grudnia 2014 – Wielki Test na Prawo Jazdy (część 1)
- 22 grudnia 2014 – Wielki Test o Żywności „Polska Smakuje” (część 2)
- 16 lutego 2015 – Wielki Test Wiedzy Ekonomicznej (część 4)
- 20 kwietnia 2015 – Wielki Test o Podatkach (część 1)
- 4 maja 2015 – Wielka Matura Polaków (część 3)
- 14 września 2015 – Wielki Test o Wojsku Polskim
- 28 września 2015 – Wieki Test o Polskim Filmie (część 3)
- 30 listopada 2015 – Wielki Test o Internecie (część 1)
- 21 grudnia 2015 – Wielki Test o Żywności „Polska Smakuje” (część 3)
- 22 lutego 2016 – Wielki Test Wiedzy Ekonomicznej (część 5)
- 25 kwietnia 2016 – Wielki Test o Podatkach (część 2)
- 27 czerwca 2016 – Wielki Test o NATO
- 12 września 2016 – Wielki Test o Zdrowiu (część 2)
- 17 października 2016 – Wielki Test na Prawo Jazdy (część 2)
- 7 listopada 2016 – Wielki Test o Sienkiewiczu
- 28 listopada 2016 – Wielki Test o Polskim Filmie (część 4)
- 19 grudnia 2016 – Wielki Test o Żywności „Polska smakuje” (część 4)
- 24 kwietnia 2017 – Wielki Test o Podatkach (część 3)
- 5 czerwca 2017 – Wielki Test o Wyspiańskim
- 30 sierpnia 2017 – Wielki Test o Jasnej Górze
- 6 września 2017 – Wielki Test. Polacy Stulecia
- 20 września 2017 – Wielki Test o Kościuszce
- 4 października 2017 – Wielki Test o Zdrowiu (część 3)
- 11 października 2017 – Wielki Test o Wiśle
- 25 października 2017 – Wielki Test o Europie (część 4)
- 8 listopada 2017 – Wielki Test o Piłsudskim
- 15 listopada 2017 – Wielki Test o Piastach
- 29 listopada 2017 – Wielki Test o Przyrodzie
- 10 stycznia 2018 – Wielki Test o Chopinie
- 17 stycznia 2018 – Wielki Test. Polska Muzyka Rozrywkowa
- 24 stycznia 2018 – Wielki Test. Mistrzowie Uśmiechu
- 31 stycznia 2018 – Wielki Test o Polskich Serialach
- 7 lutego 2018 – Wielki Test o Igrzyskach Olimpijskich[24]
- 28 lutego 2018 – Wielki Test o Polskich Aktorkach i Aktorach
- 21 marca 2018 – Wielki Test o Polskich Dowódcach
- 28 marca 2018 – Wielki Test. Giganci Ducha
- 18 kwietnia 2018 – Wielki Test o Podatkach (część 4)
- 9 maja 2018 – Wielki Test o Kulturze
- 23 maja 2018 – Wielki Test. Polacy, którzy zmienili świat
- 30 maja 2018 – Wielki Test o Wakacjach
- 6 czerwca 2018 – Wielki Test o (o)polskiej piosence
- 13 czerwca 2018 – Wielki Test o Mundialu
- 15 sierpnia 2018 – Wielki Test o Polskich Siłach Zbrojnych
- 5 września 2018 – Wielki Test o Polskich Kryminałach
- 10 października 2018 – Wielki Test o Internecie (część 2)
- 17 października 2018 – Wielki Test o Polskim Parlamentaryzmie
- 31 października 2018 – Wielki Test o Powietrzu
- 14 listopada 2018 – Wielki Test. 100 lat Niepodległości
- 21 listopada 2018 – Wielki Test o Zdrowiu (część 4)
- 5 grudnia 2018 – Wielki Test o Europie (część 5)
- 19 grudnia 2018 – Wielki Test. Święta Bożego Narodzenia
- 2 czerwca 2021 – Wielki Test o skarbach Ziemi[25]
- 9 czerwca 2021 – Wielki Test o piłce nożnej[25]
- 6 grudnia 2023 – Wielki Test o czytaniu – nie tylko od święta